# Crédit Mobilier
Crédit Mobilier fue un banco francés fundado en 1852 en la época del Segundo Imperio de Napoleón III para adquirir participaciones en empresas. El banco desempeñó un papel importante en el fuerte crecimiento económico basado en el crédito del período 1850-1857, que terminó en el pánico de 1857, y fue el origen de muchas especulaciones financieras. Desapareció en octubre de 1867.

## Historia
En 1852, los hermanos Isaac y Émile Péreire, a pesar de la oposición de la llamada Gran Banca, crearon la Société générale de Crédit mobilier, inscrita por decreto de 18 de noviembre de 1852. El primer Consejo de dirección estuvo compuesto por doce miembros, entre los que se encontraban Benoît Fould, el marqués Raffaele de Ferrari, empresario, financiero y filántropo italiano, Ernest André, el banquero Hyppolite Biesta, el financiero austriaco Frédéric Grieninger, el duque de Mouchy, el barón Achille Seillière y Adolphe d'Eichthal.
Se suscribió una primera serie de 40 000 acciones, y el total se incrementó a 120 000 acciones, es decir, 60 millones de francos, a un precio por acción de 500 francos, de las cuales los hermanos Péreire suscribieron aproximadamente 11 300 acciones. Los suscriptores suman un centenar y algunos de ellos sólo suscribieron 25 acciones. James de Rothschild, invitado a formar parte del accionariado, se negó a participar.
El 23 de noviembre de 1852, antes de su salida a bolsa, a un precio de casi 1000 francos, los acuerdos de compra de acciones de Crédit Mobilier se habían negociado a 995 francos, con una fluctuación continua de 25 a 175 francos por día, llegando incluso al precio de 2110 francos. A lo largo de 1853, las acciones de Crédit Mobilier se negociaron con sólo un desembolso de 250 francos por el accionista. Los 250 francos suplementarios únicamente fueron "reclamados" del 15 al 31 de diciembre, es decir, un año después de la fundación del banco, que en 1853 contaba con un capital social de 30 millones de francos.
La prensa escrita contribuyó al entusiasmo del público por este banco. "Algunos fueron seducidos por el prestigio de los primeros resultados de la empresa, otros creyeron en la buena fe. Muchos tuvieron que guardar silencio, obedecer a intervenciones superiores o transigir con las exigencias de su situación: el salario de su trabajo pagaba el pan de sus familias. Muy pocos, en cualquier caso, se mantuvieron libres y fueron capaces de escribir lo que pensaban. Estas personas mostraron valentía, pero sus voces fueron reprimidas mediante juicios e intimidaciones de todo tipo, como el juicio que Crédit Mobilier llevó al Sr. Crampon, redactor jefe del Departamento de Finanzas".
Como recordó Aycard, la prensa era "un grupo de monopolios que pretendía ser monopolizado o absorbido por el sector de las altas finanzas" y "de pronto había una entidad de crédito que poseía hasta tres periódicos a la vez". Los éxitos iniciales del Crédit Mobilier le impulsaron a crear una filial española, la Sociedad de Crédito Mobiliario Español.
En septiembre de 1867, los hermanos Péreire se retiraron del accionariado: en octubre, la cotización se desplomó a 140 francos y la quiebra se declaró inmediatamente.
Antes de colapsar en 1867, Crédit Mobilier tuvo cierta influencia en la creación del Crédit Lyonnais (1863) y de la Société Générale (1864). En 1852, también vio la creación de compañías de préstamos hipotecarios cuyo propósito era otorgar préstamos inmobiliarios garantizados por un registro hipotecario de primera línea, pudiendo emitir bonos o pagarés de garantía. Se creó la primera entidad de crédito inmobiliario, Banque Foncière de Paris, que rápidamente tomó el nombre de Crédit Foncier de France, con un estatuto similar al del Banco de Francia en 1854 y que concedió préstamos de drenaje por cuenta del Estado en 1858.